# Großer Höllkogel
De Großer Höllkogel is een berg in de deelstaat Opper-Oostenrijk, Oostenrijk. De berg heeft een hoogte van 1.862 meter.
De Großer Höllkogel is de hoogste berg van het Höllengebergte.